# 1275년

## 연호
- 남송(南宋) 덕우(德祐) 원년
- 원(元) 지원(至元) 12년
- 일본(日本) 분에이(文永) 12년 / 겐지(建治) 원년
- 쩐 왕조(陳朝) 바오푸(寶符) 3년

## 기년
- 남송(南宋) 공제(恭帝) 원년
- 원(元) 세조(世祖) 16년
- 고려(高麗) 충렬왕(忠烈王) 원년
- 쩐 왕조(陳朝) 성종(聖宗) 18년

## 탄생
- 고려 26대 국왕 충선왕
- 신성로마제국의 하인리히 7세